# Église Sainte-Présentine de Frontenac
L'église Sainte-Présentine est une église catholique située dans la commune de Frontenac, dans le département de la Gironde et la région naturelle de l'Entre-deux-Mers, en France.

## Localisation
L'église se trouve au milieu des champs, à proximité d'une petite route entre Martres (à l'ouest) et Daubèze (à l'est).

Depuis Frontenac, l'église peut être rejointe par la route départementale D123e10, dite route de Sauveterre, vers l'ouest et à environ 500 mètres, un fléchage indique la direction de l'église vers le sud, par la route dite de Sainte-Présentine ; l'église se trouve à 2,8 km.

## Historique
L'édifice, dont la construction remonte au XIIe siècle et qui fut l'église paroissiale de Sallebruneau (commune rattachée à Frontenac en 1965), est inscrit en totalité au titre des monuments historiques par arrêté du 2 juillet 1987.

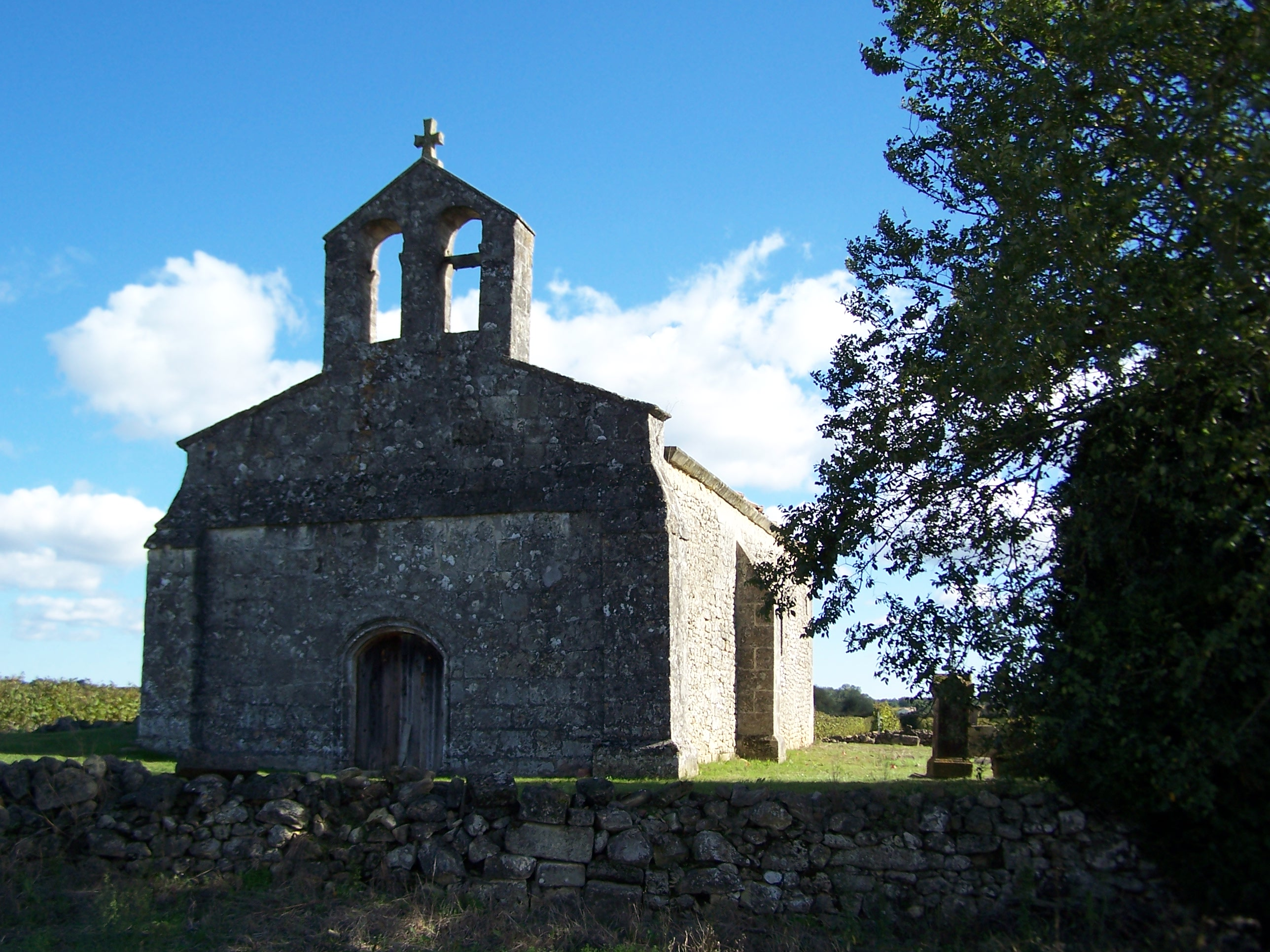
Vue sud-ouest (oct. 2012)
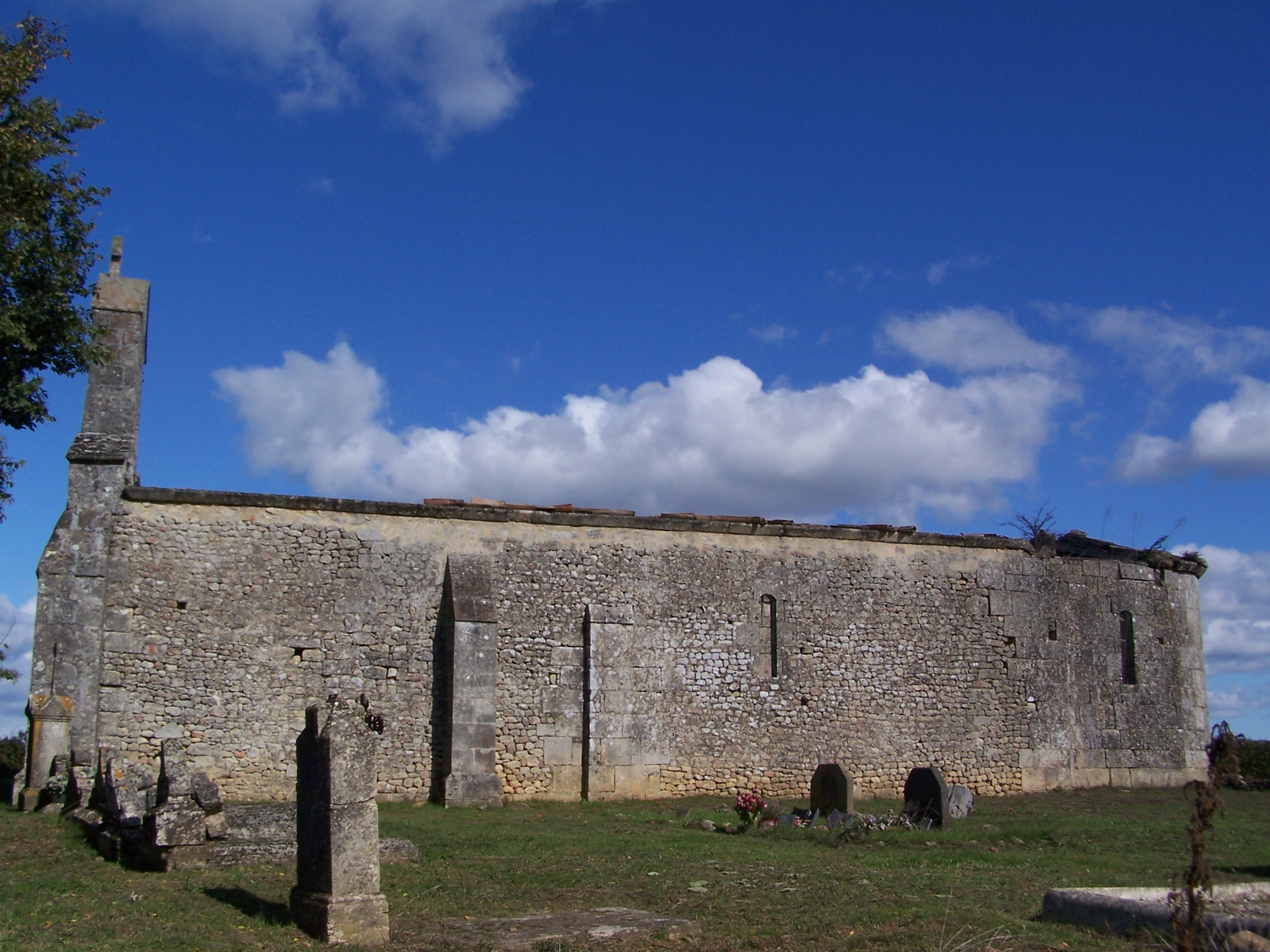
Vue sud (oct. 2012)
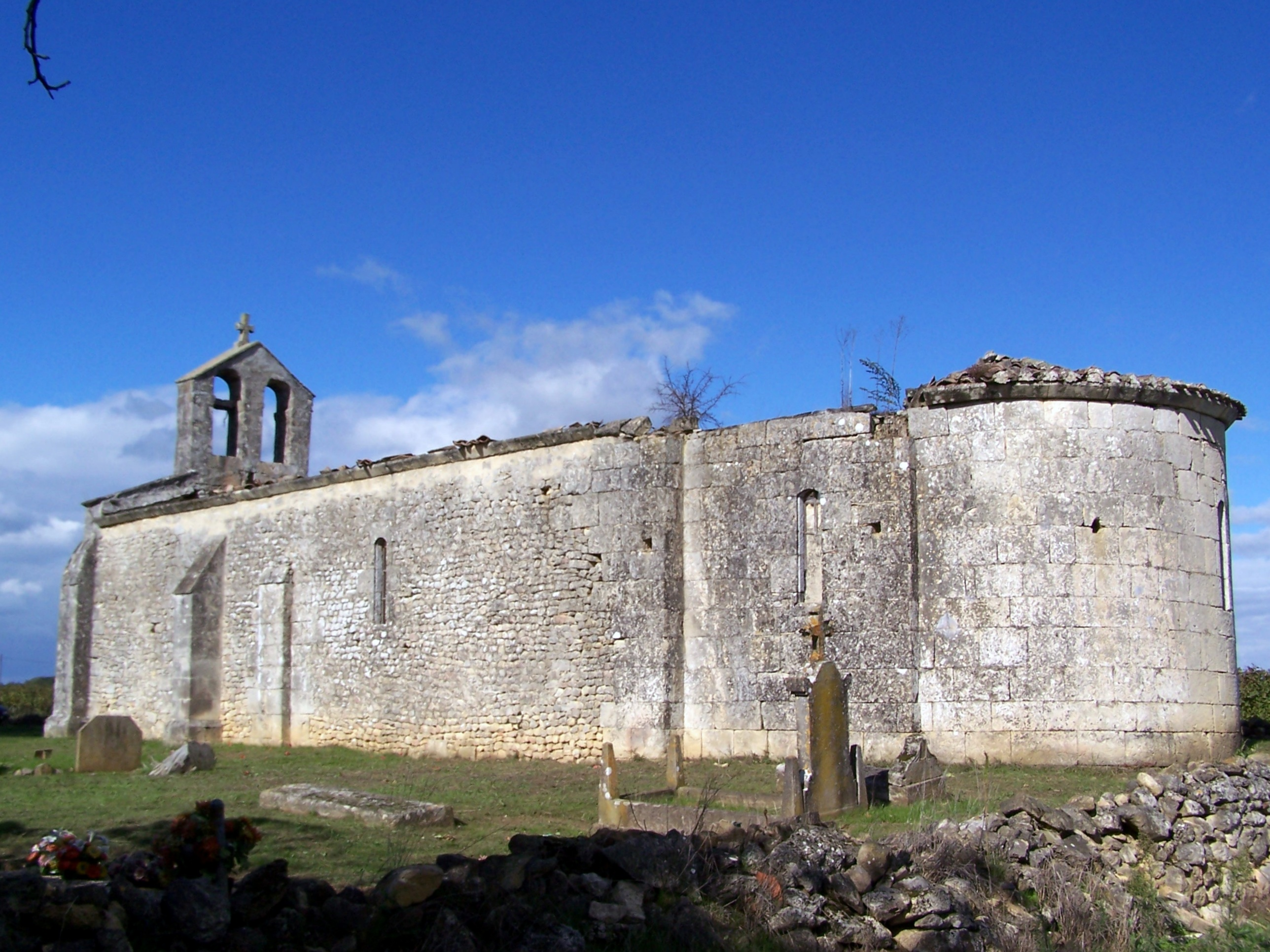
Vue sud-est (oct. 2012)
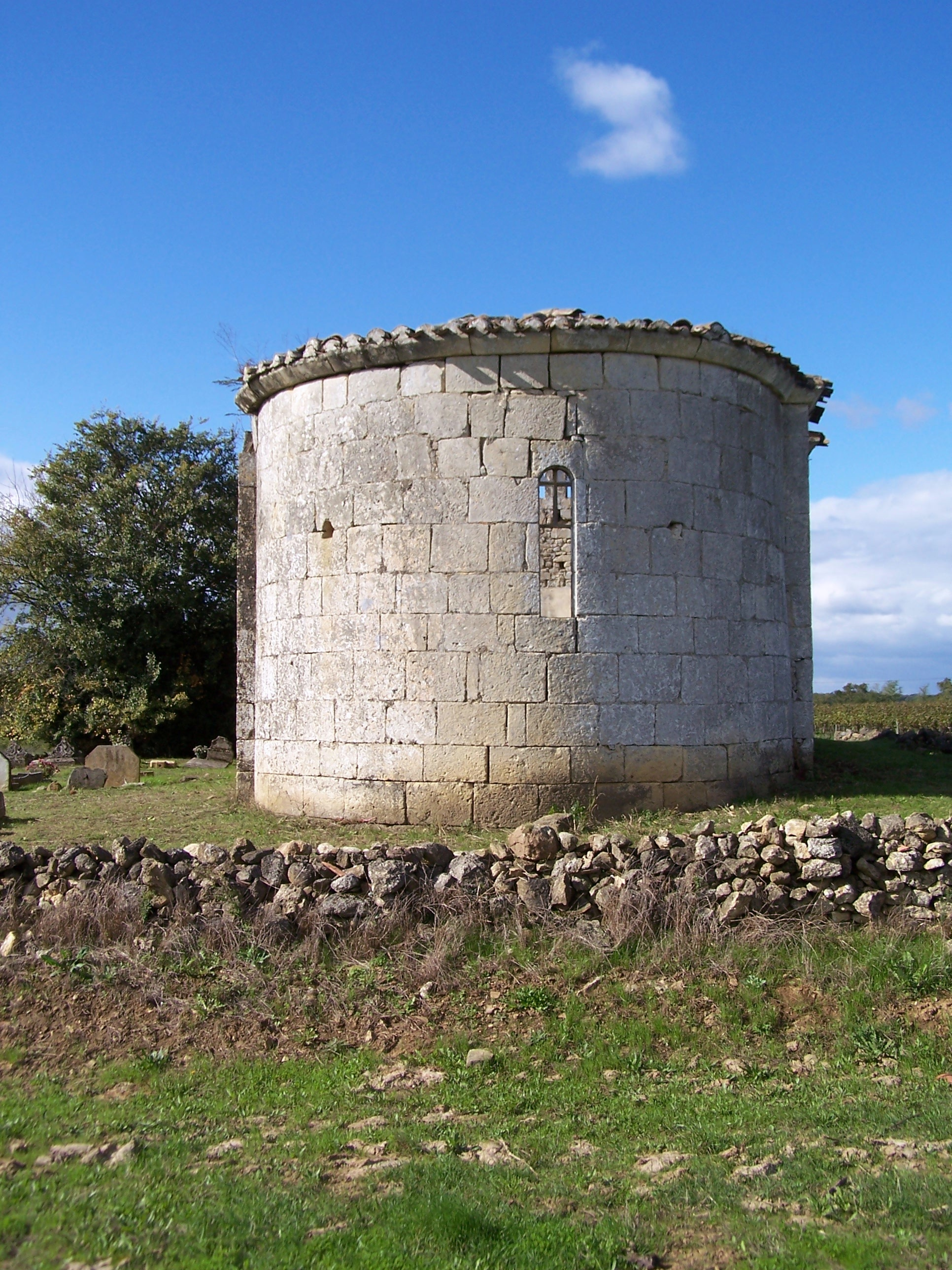
Le chevet (oct. 2012)
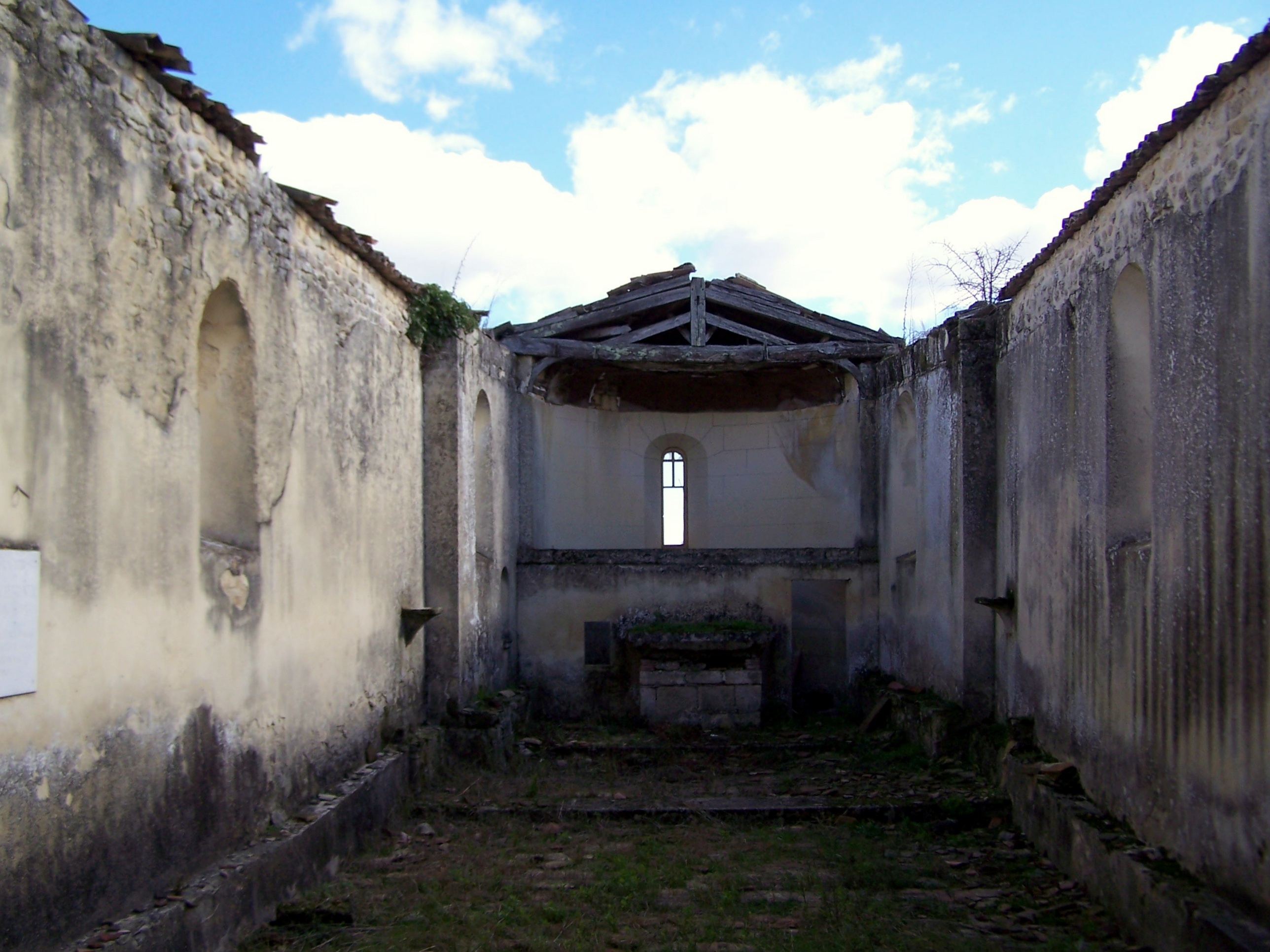
Vue intérieure (oct. 2012)